# Lípa u památníku
 Lípa u památníku je památný strom lípa malolistá (Tilia cordata), která roste asi 500 m východojihovýchodně od kostela v Krásné Lípě v okrese Sokolov v Karlovarském kraji.

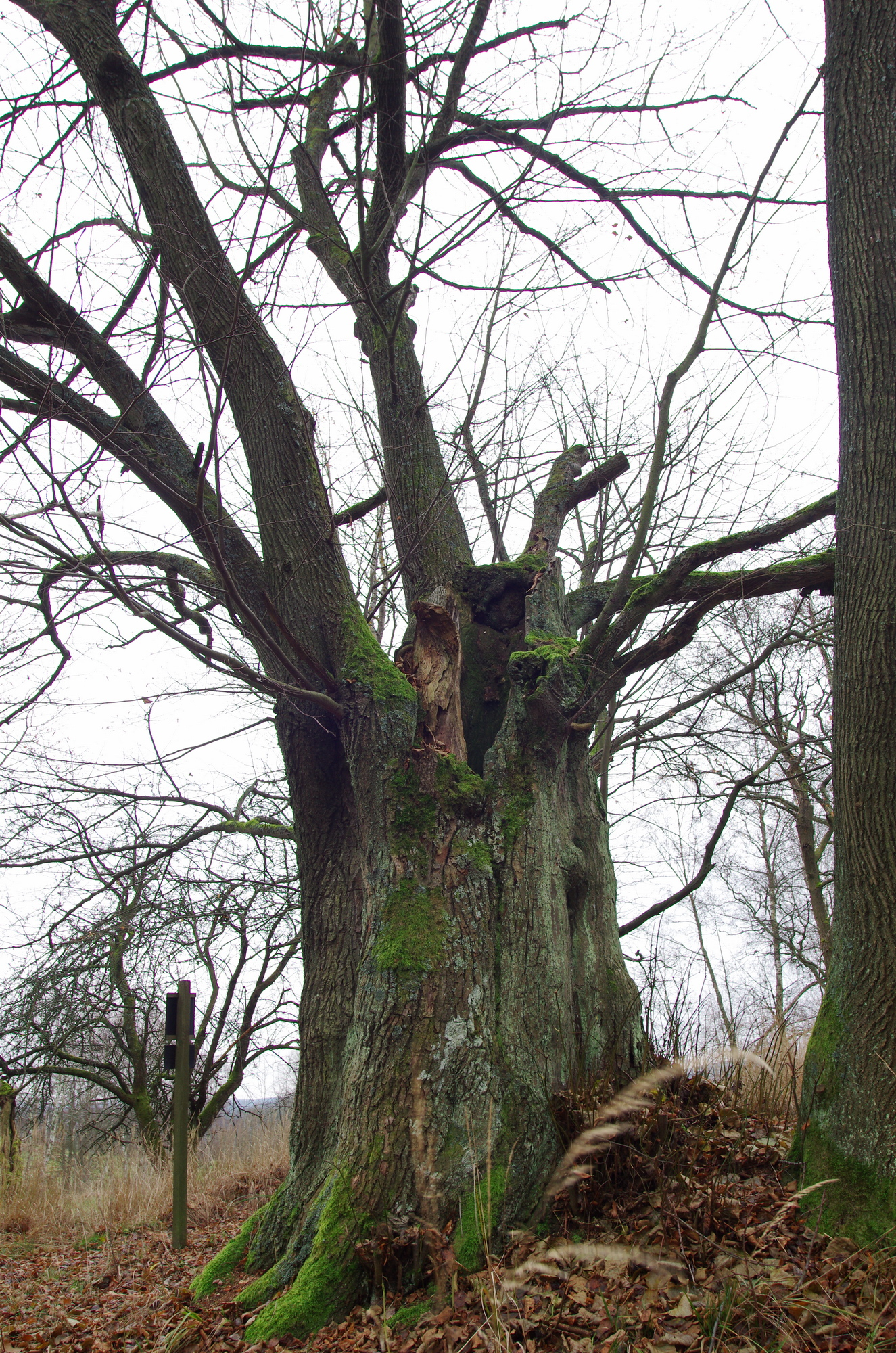
pohled na dutinu v kmeni

Bizarní strom má shora otevřenou suchou prostornou dutinu v kmeni, která je obrostlá výmladky. Obvod kmene je 395 cm, koruna dosahuje do výšky 14 m (měření 2004). Lípa je chráněna od roku 2005 jako esteticky zajímavý strom, významný vzrůstem, historicky důležitý strom a jako významné torzo stromu.
V mapě AOPK ČR je strom zakreslen asi 50 m severozápadněji.

## Stromy v okolí
- Buk u Krásné Lípy
- Jasan v bývalých Milířích
- Dvojitý smrk u Šindelové
- Modřínová alej u Šindelové
- Smrk u kříže za Favoritem
- Modřín v Horní Oboře
- Klen v Horní Oboře
- Jíva v Horní Oboře